# Loxonia hirsuta
Loxonia hirsuta är en tvåhjärtbladig växtart som beskrevs av William Jack. Loxonia hirsuta ingår i släktet Loxonia och familjen Gesneriaceae. Inga underarter finns listade i Catalogue of Life.